# Portada/efemèride novembre 20
Purita Campos
« 19 de novembre · 20 de novembre · 21 de novembre »